# Golec (Dąbrówka)
Golec – nieoficjalna nazwa części wsi Dąbrówka w Polsce, położona w województwie warmińsko-mazurskim, w powiecie piskim, w gminie Orzysz.
W latach 1975–1998 miejscowość należała administracyjnie do województwa suwalskiego.